# طريقة تاريخية

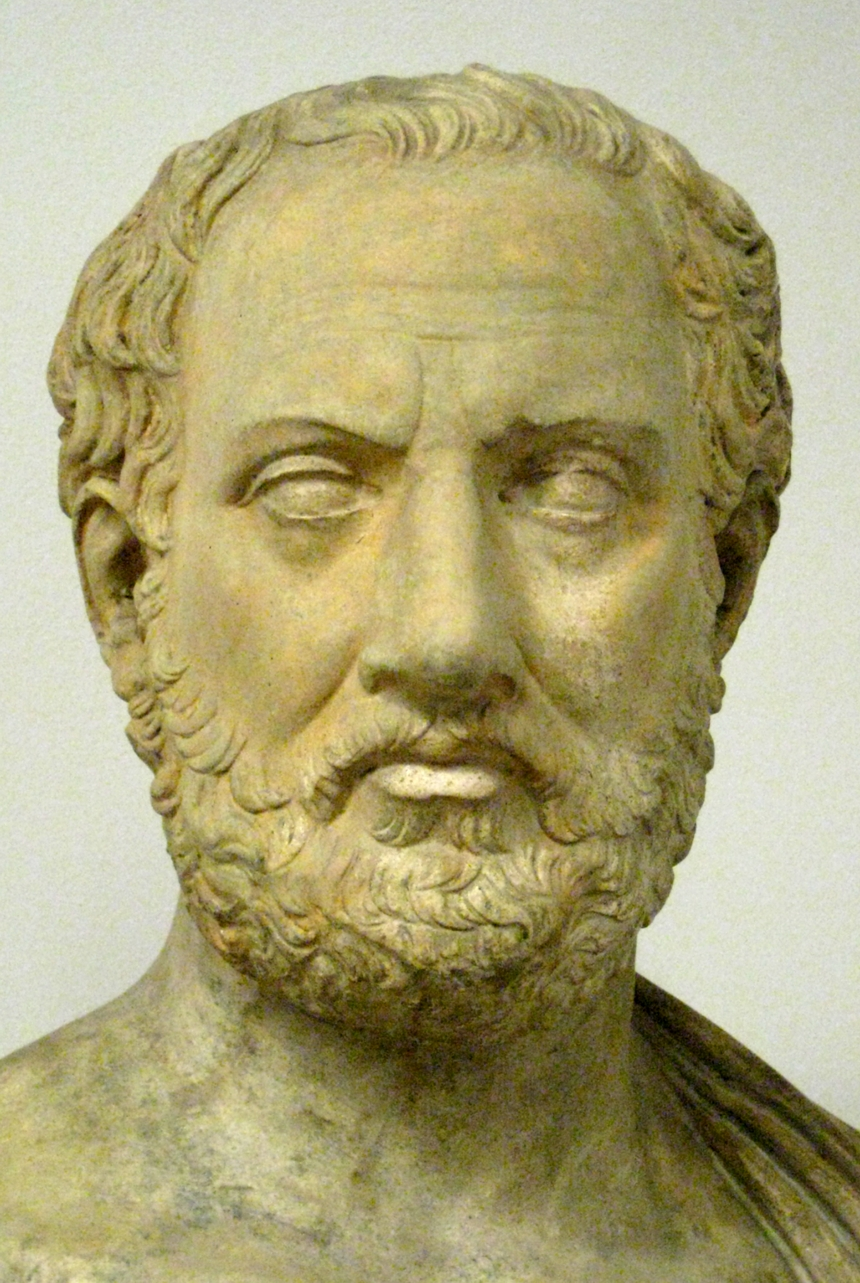

الطريقة التاريخية (بالإنجليزية: Historical method)‏ تعني الطرق والأساليب التي يتبعها المؤرخون الذين يستخدمون المصادر الأولية وأدلة أخرى للبحث في التاريخ ثم كتابته.

## النقد الخارجي: الوثوقية والقبول
يقسم النقد إلى ستة أبحاث:
1. تاريخ إنتاج المصدر المكتوب أو الشفوي
2. مكان إنتاجه (المحلية)
3. من أنتجه (التأليف)
4. من أي مصادر سابقة أنتج (تحليل)
5. ما الشكل الأصلي عند إنتاجه
6. ما القيمة البرهانية له

تسمى أول أربعة بنود النقد الأعلى ويسمى الخامس النقد الأدنى. 
بينما يسمى البند الأخير النقد الداخلي.